# بلیران
بلیران، روستایی توریستی و تاریخی از توابع بخش دشت‌سر شهرستان آمل در استان مازندران در ایران است.

## جمعیت
این روستا در دهستان دشت‌سر غربی قرار دارد و براساس سرشماری مرکز آمار ایران در سال ۱۳۹۵، جمعیت آن ۱۴۰ نفر (۵۰خانوار) بوده‌است.